# Google Developer Expert
Um Google Developer Expert (GDE) é uma pessoa reconhecida pelo Google por ter experiência exemplar em um ou mais produtos Google. O título de GDE é concedido por meio do programa Google Developers Experts e tem duração de um ano, que pode ser estendido mediante contribuição ativa e contínua para a comunidade de desenvolvimento e código aberto do produto.
Inicialmente o programa estava disponível apenas no Japão como Google Developer API Expert Program. Em julho de 2012, foi renomeado para Google Developers Expert Program e expandido para desenvolvedores de todo o mundo. O primeiro GDE do Brasil obteve o título apenas em 2013, e a primeira paquistanesa em aprendizado de máquina em 2019. 
Em setembro de 2020, haviam 843 pessoas com esta designação.

## Produtos suportados
- Android
- Angular
- Aprendizado de máquina
- Dart
- Design Sprint
- Design de Produto
- Flutter
- Firebase
- HTML5
- Google AdWords
- Google Analytics
- Google Apps APIs
- Google Apps Script
- Google Chrome
- Google Cloud Platform
- Google Drive SDK
- Google Glass (apenas para Estados Unidos)
- Google Maps API
- Google Pay
- Google+ Platform
- YouTube API